# Kreisonema nandi
Kreisonema nandi är en rundmaskart som beskrevs av Satendra Khera 1969. Kreisonema nandi ingår i släktet Kreisonema och familjen Leptolaimidae. Inga underarter finns listade i Catalogue of Life.